# Fravitta
Flavius Fravitta také Fravittus (? - 402/404?) byl germánský vůdce tervingských Gótů a člen vizigótské aristokracie, který sloužil v nejvyšších řadách východořímské armády jako magister militum.
V 80. letech 4. století se na území Thrákie Gótové rozdělili na dvě znepřátelené skupiny. První skupinu, která vyznávala ariánské náboženství a samostatnost Gótů vedl Eriulf. Druhou skupinu Gótů, kteří chtěli zůstat věrni smlouvě s Východořímskou říší a přijmout římský způsob života vedl Fravitta, který stále uctíval pohanství. V roce 391 při stolování s římským císařem Theodosiem I. došlo mezi znepřátelenými vůdci k hádce při níž Fravitta zabil Eriulfa, před pomstou jeho doprovodu Fravittu ochránila císařova stráž. V roce 382 Vizigóti podepsali smlouvu s římským císařem Theodosiem I., podle kterého bylo Vizigótům povoleno žít v ústí Dunaje na území východořímské říše. Jako foederati poskytovali vojáky pro římskou armádu. Později se Fravitta oženil s římskou ženou z aristokratické společnosti, tím pomohl sobě i jeho lidu k asimilaci do římské společnosti.
V římské armádě byl loajální a dosáhl hodnosti Magister militum. S římskou armádou v roce 395 potlačil povstání na východě. Podle Zosima byl Fravitta zodpovědný za to, že osvobodil celý východ od Kilíkie do Fénicie a Palestiny před morem banditů.
V roce 400 vedl vojsko východořímského císaře Arcadia do Thrákie proti ariánskému Gótovi Gainasovi, kterého porazil, při jeho pokusu proniknout z území Malé Asie. Za odměnu požádal o svolení k uctívání pohanských bohů. Císař mu splnil jeho přání a zvolil ho konzulem v následujícím roce 401. Po jeho konzulátu v roce 401 upadl v nemilost, hlavně kvůli intrikám ve funkci konzula. Imperiální politika vůči Gótům se změnila kvůli povstání Gainase. Fravitta byl následně obviněn ze zrady a popraven.